# 钢琴纸卷

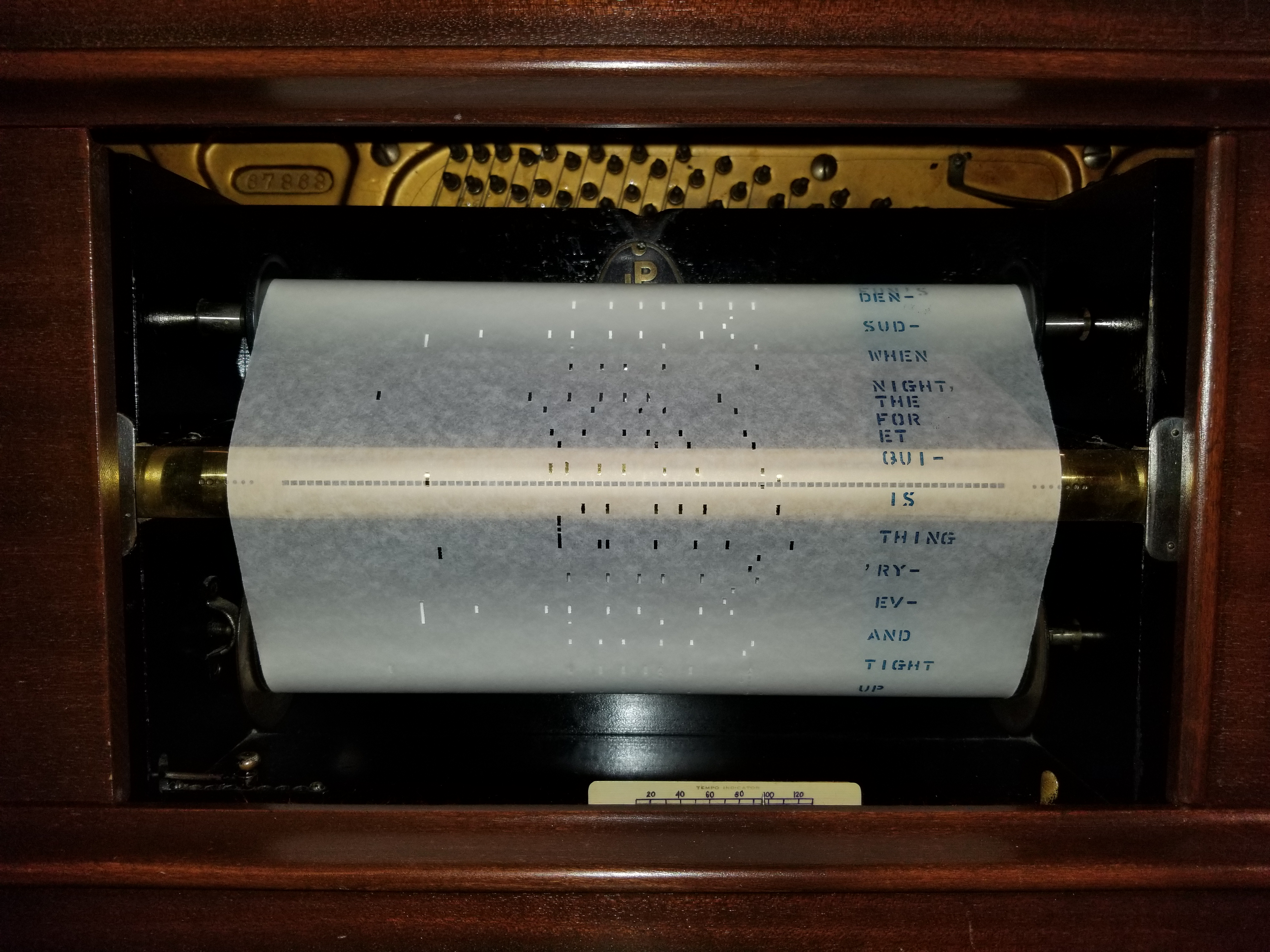
一个正在演奏的钢琴纸卷

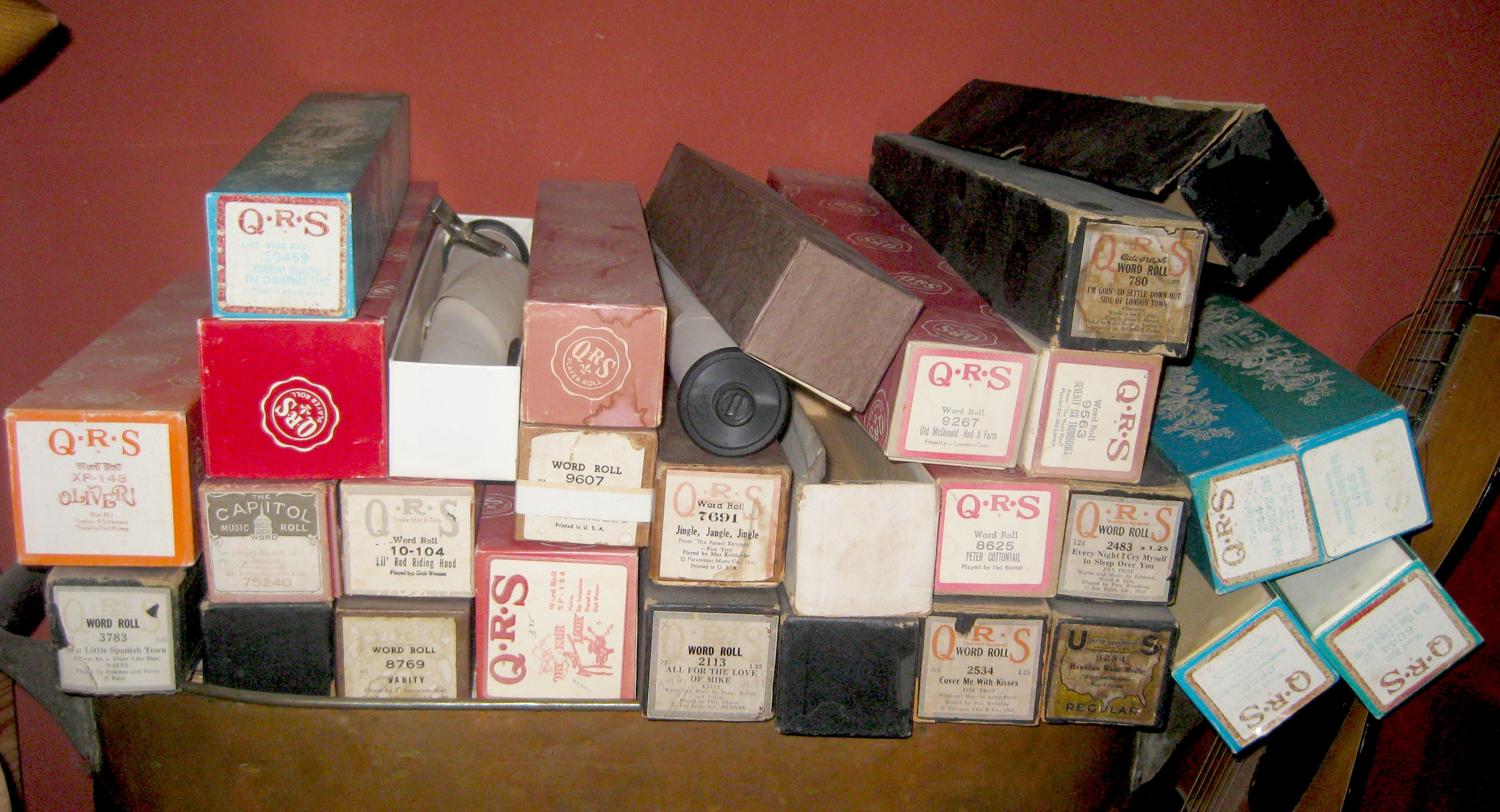
一些钢琴纸卷

钢琴纸卷，（英語：piano roll）又称自动钢琴打孔纸卷、钢琴滚筒，是用来操纵自动演奏钢琴的音乐存储介质。自动钢琴打孔纸卷和其他音乐纸卷一样是上面有连续的孔的纸卷，这些孔来控制自动钢琴演奏以让它演奏。纸卷在被称作“跟踪棒（tracker bar）”上的读取设备上滚动，当跟踪棒检测到孔时上面的数据会被读取，从而演奏对应的音符。自动钢琴演奏纸卷从1896年开始生产，至今仍在小规模生产。目前钢琴纸卷已被MIDI文件所取代。